# Borek (Východolabská tabule)
Borek (258 m n. m.) je vrch v okrese Pardubice Pardubického kraje. Leží asi 0,7 km jižně od obce Trusnov, převážně na katastrálním území podřazené vsi Opočno.

## Geomorfologické zařazení
Geomorfologicky vrch náleží do celku Východolabská tabule, podcelku Pardubická kotlina a okrsku Dašická kotlina.